# Afganistan na Letnich Igrzyskach Olimpijskich 2020
Afganistan na Letnich Igrzyskach Olimpijskich 2020 w Tokio reprezentowało pięcioro sportowców. Był to piętnasty start Afganistanu na letnich igrzyskach olimpijskich.

## Reprezentanci

### Lekkoatletyka
Konkurencje biegowe
| Konkurencja           | Zawodnicy     | Runda 1  | Runda 1 | Runda 2  | Runda 2 | Półfinał | Półfinał | Finał    | Finał   | Pozycja | Źródło |
| Konkurencja           | Zawodnicy     | Rezultat | Pozycja | Rezultat | Pozycja | Rezultat | Pozycja  | Rezultat | Pozycja | Pozycja | Źródło |
| --------------------- | ------------- | -------- | ------- | -------- | ------- | -------- | -------- | -------- | ------- | ------- | ------ |
| Sha Mahmood Noor Zahi | Bieg na 100 m | 11,04    | 7.      | NQ       | NQ      | NQ       | NQ       | NQ       | NQ      | NQ      | [ 1 ]  |
| Kamia Yousufi         | Bieg na 100 m | 13,29    | 7.      | NQ       | NQ      | NQ       | NQ       | NQ       | NQ      | NQ      | [ 2 ]  |

### Pływanie
| Zawodnicy    | Konkurencja          | Eliminacje | Eliminacje | Półfinał | Półfinał | Finał | Finał   | Pozycja | Źródło |
| Zawodnicy    | Konkurencja          | Czas       | Miejsce    | Czas     | Miejsce  | Czas  | Miejsce | Pozycja | Źródło |
| ------------ | -------------------- | ---------- | ---------- | -------- | -------- | ----- | ------- | ------- | ------ |
| Fahim Anwari | 50 m stylem dowolnym | 22,67      | 5.         | NQ       | NQ       | NQ    | NQ      | 69.     | [ 3 ]  |

### Strzelectwo
| Zawodnik     | Konkurencja                | Kwalifikacje | Kwalifikacje | Finał | Finał   | Pozycja | Źródło |
| Zawodnik     | Konkurencja                | Wynik        | Pozycja      | Wynik | Pozycja | Pozycja | Źródło |
| ------------ | -------------------------- | ------------ | ------------ | ----- | ------- | ------- | ------ |
| Mahdi Yovari | Karabin pneumatyczny, 10 m | 601,4        | 47.          | NQ    | NQ      | 47.     | [ 4 ]  |

### Taekwondo
| Zawodnik        | Konkurencja      | 1/8                | Ćwierćfinał      | Półfinał         | Repasaż 1        | Repasaż 2        | Finał            | Pozycja | Źródło |
| Zawodnik        | Konkurencja      | Przeciwnik Wynik   | Przeciwnik Wynik | Przeciwnik Wynik | Przeciwnik Wynik | Przeciwnik Wynik | Przeciwnik Wynik | Pozycja | Źródło |
| --------------- | ---------------- | ------------------ | ---------------- | ---------------- | ---------------- | ---------------- | ---------------- | ------- | ------ |
| Farzad Mansouri | Mężczyźni +80 kg | In Kyo-don 12 - 13 | NQ               | NQ               | NQ               | NQ               | NQ               | 11.     | [ 5 ]  |